# Wincenty Przychoda
Wincenty Maria Przychoda (ur. 9 grudnia 1946) – polski działacz samorządowy i partyjny, menedżer, inżynier budownictwa, w latach 1982–1986 prezydent Siedlec.

## Życiorys
Ukończył studia z inżynierii budownictwa lądowego. Wstąpił do Polskiej Zjednoczonej Partii Robotniczej. Od 16 grudnia 1981 do 31 października 1986 zajmował stanowisko prezydenta Siedlec, zakończył pełnienie funkcji po złożeniu rezygnacji. Następnie został dyrektorem delegatury PPIPH „Interpoldom” w tym mieście. W latach 1986–1989 pozostawał tajnym współpracownikiem Służby Bezpieczeństwa o pseudonimie „1946”, współpraca zakończyła się ze względu na osłabienie kontaktów. W 1988 wyjechał na kontrakt zagraniczny do Republiki Federalnej Niemiec. W III RP związany z władzami i radami nadzorczymi spółek, m.in. Polimex-Mostostal Siedlce.